# 백현례
백현례(白玄禮, ? ~ ? )는 고려 초기의 관인이자 명필이다. 본관은 직산이라 한다.

## 생애
자, 호를 비롯하여 출신 등이 알려져 있지 않다. 벼슬은 종6품 봉의랑(奉議郎) 국자감승(國子監丞)을 지냈다. 천안(天安) 봉선홍경사개창비문(奉先弘慶寺開創碑文)을 썼다. 봉선홍경사사적갈비(奉先弘慶寺事蹟碣碑) 또는 천안 봉선홍경사 갈기비(天安 奉先弘慶寺 碣記碑)라고도 부른다. 1962년 12월 20일 대한민국의 국보 제7호로 지정되었다. 홍경사(弘慶寺) 창건을 기념하여 그 내력을 기록한 비문이다.
홍경사는 현종(顯宗)이 아버지 안종 욱(安宗, 郁)을 추모하여 직산현(稷山縣)에 지은 사찰로, 세워진 곳은 성환역(成歡驛) 근처로 인적은 많았지만 여행객들을 위한 숙소가 없고 도적이 출몰하는 곳이었다. 홍경사는 불교 신앙과 함께 여행객들에게 편의를 제공하는 역할을 하였는데, 현종은 특별히 사찰 옆에 광연통화원(廣緣通化院)이라는 객관(客館)을 함께 짓도록 하였다. 사찰의 건립은 병부상서 강민첨이 감독하여 1016년(현종 7)에 시작되어 1021년(현종 12)에 완성되었고, 비문은 왕명으로 1026년(현종 17)에 최충(崔冲)이 찬술하였으며 백현례(白玄禮)가 글씨를 썼다. 홍경사는 조선초 철폐되고 원(院)만 남아 홍경원이라고 불리었으며, 현재는 이 비석만 남아 있다.
현재 전해지는 유작은 없다.

## 평가
백현례는 해서(楷書)의 고려 제1인자로 추장(推奬)되었으며, 필법은 정결·근엄하였다. 홍경사개창비문의 글씨에 대하여 조선의 문필가 이조묵(李祖默, 1792∼1840)과 서화가이자 금석학자인 오경석(吳慶錫)은 당나라 구양순(歐陽詢)의 해서체와 비슷하고, 서법이 매우 힘차서 대각국사비와 비견되는 의의를 지닌다고 평한 바 있다.